# Масло Михайло Кирилович
Михайло Кирилович Масло (*11 лютого 1918, Мойсівка, Пирятинський повіт, Полтавська губернія, УНР  ― †27 грудня 1984, Ковалівка,  Драбівський район, Черкаська область, УРСР, СРСР) ―  український поет і письменник, педагог .  Член Національної спілки письменників України (1957 рік), працював у селах Драбівського району Черкаської області.  Основна тематика творчості ―  краса  рідного краю, звеличення людей праці, оспівування  представників радянського українства  степового Задніпров'я (фронтовиків і  сільських робітників 1900-1950х рр.).

## Життєпис
Народився у селі Мойсівка, Золотоніський район Черкаської області  (раніше: Пирятинський повіт Полтавської губернії) у середовищі полтавських селян і козаків, жителів історичного Задніпров'я, що на схід від Києва . У початковій школі навчався у с. Мойсівка, у 1937 році закінчив середню школу  у с. Шрамківка. Навчався заочно з 1937 року у Лубенському вчительському інституті та  працював старшим піонервожатим  Капустинської середньої школи Київської області, пізніше вчителем у Мойсівській неповній середній школі.  
По закінченні Лубенського учительського інституту вчителює у школах Драбівського району. Учасник 2-ї Світової війни  ― пройшов війну рядовим стрілецького полку, воював на I-му та II-му Українських фронтах. Отримав за це орден Червоної зірки та медалі "За відвагу" і "За бойові заслуги".  Після війни  повернувся до педагогічної діяльності. Жив  у с. Ковалівка, працював вчителем української мови та літератури у навколишніх селах, з 1952 року у селі Ковалівка.  У 1956 році  заочно закінчив мовно-літературне  відділення Черкаського педінституту.  З 1960 по 1972 рік працював директором Ковалівської середньої школи.   
27 грудня 1984 року Михайло Кирилович Масло помер і похований  у с. Ковалівка, Драбівського району, Черкаської області. 

### Літературна премія ім. М.Масло
На Драбівщині заснована   літературна премія ім. М.Масла (1988 рік), яка з 2015 року є Всеукраїнською літературною премією.  В 1987 у  с. Ковалівка відкрито меморіальний будинок - музей поета.  Після децентралізації Драбівського району с. Ковалівка, де жив і працював Михайло Масло, увійшла до складу Шрамківської ТГ.  Громада рішенням  Шрамківської сільської ради  від 26 січня  2021  року  № 4-7 /VIIІ відновила щорічну літературну премію ім. Михайла Масла, як Всеукраїнську  премію від Шрамківської ТГ.
- Лауреати районної літературної премії Михайла Масла:

1987 рік - Олександр Дорошенко  ― прозаїк, краєзнавець, с. Великий хутір; Галина Клок   ― поетеса, с. Білоусівка.
1988 рік - Микола Рудик  ― поет, с. Степанівка; Іван Петренко   ― смт Драбів.
1989 рік - Володимир Щерба   ― поет–краєзнавець, смт Шрамківка; Віра Жуковська   ― поетеса, с. Яворівка.
1990 рік - Тамара Думанська  ― поетеса, с. Білоусівка; Віктор Козоріз   ― прозаїк- публіцист, с. Великий Хутір.
1991 рік - Дмитро Швидкий  ― поет, смт Драбів; Володимир Скрипник   ― поет, с. Кононівка.
1992 рік - Віталій Кирильчатенко   ― поет, с. Митлашівка; Олексій Софієнко   ― поет, с. Степанівка.
1993 рік - Марія Гузь - поетеса, с. Жорнокльови; Тамара Денисенко   ― поетеса, с. Драбово-Барятинське.
1994 рік - Марина Свалова- поетеса, смт Драбів; Любов Голубєва   ― журналістка, смт Драбів.
- Лауреати Всеукраїнської літературної премії  імені Михайла Масла:

2016 рік - Ольга Месевря,   ― поетеса, м. Черкаси, за поетичну збірку  "Серпнева пастораль" (2012 рік)
та збірку прози "Чобітьківський рай" (2013 рік)
2017 рік - Дмитро Іванов   ― поет, м. Чернігів; Валентина Коваленко   ― поетеса, м. Черкаси, за книгу лірики "Приворот-зілля".
2018 рік - Катерина Вербівська  ― поетеса, м. Черкаси, за збірку поезій "Горицвітова сопілка"
2019 рік - Юрій Макаренко   ― поет, смт  Маньківка, за ліричну збірку "Поезії".
2020 рік - Володимир Побиванець   ― прозаїк, м. Золотоноша, за збірку прозових творів "Люди землі".
2022 рік -  Назарій Вівчарик   ― прозаїк, м. Черкаси, за повість "Хата з секретом"  у номінації «За кращий художній твір молодого автора» ;            
Людмила Тараненко   ― поетеса. м. Черкаси, за збірку поезій "Дзеркала осені моєї"
2023 рік - Микола Шамрай   ― поет, за збірку поезій  "Пророча течія".
2024 рік   ― авторський колектив антології воєнної поезії "Україна вся на блокпостах" (укладач Володимир Поліщук)   ― м. Черкаси;
Людмила Солончук  ― поетеса,  м.Звенигородка,  за збірку поезій «Поверне голуб до Ковчега»
2025 рік - Лілія Кобзар - поетеса, м. Черкаси, за поетичну збірку "Час збирати каміння"; 
Олександр Шумило, с. Шрамківка, за  збірку поезій  "На крилах часу" ;
авторський колектив молодих літераторів Черкащини за  збірку "Сонячні кларнети" ( укладач Катерина Вербівська).

## Творчість
Михайло Кирилович Масло   ― поет і педагог, член Спілки письменників України з 1957 року. Вірші писав  з молодих років. Друкуватися почав із 1951 року. Основні мотиви творчості - краса рідного краю, природи,  села  і його людей. У поетичному доробку М. К. Масло   ― 10 поетичних збірок, куди входять  поезії, ліричні мініатюри, поеми ( "Серце солдата", "Як зацвіли троянди" - про Катерину Білокур, "Хазяйка", "Земля батьків". "Червоні Татарбунари") та міні-поеми ("Люба", "Де сходяться дороги", "Любов поета").   Михайло Масло   ― поет - традиціоналіст, його творчість зорієнтована на класичні форми і класичне творення образів.  Лірика поета реалізована у воєнній, пейзажній та інтимній тематиці.  Багато поетичних творів надміру ідеологізовано у дусі радянського часу, воєнна тематика звучить як трагічна "пам'ять війни". В інтимній  ліриці присутня виняткова делікатність, відчувається дотеп і гумор, пейзажна лірика має виразні риси імпресіонізму і приваблює виразною візуалізацією. Основними символами пейзажистики М.К. Масла є земля, поле, рілля, колос, урожай.

## Книги
- Прислів'я і приказки записані в 1950 р. на Вінниччині та Полтавщині.
- «Дорогою в поле» (1956)
- «Земля батьків»  (1960)
- «День прибуває» (1962)
- «Від імені сіл» (1963)
- «Жайворонки» (1966)
- «Спалахи» (1970)
- «Гроно» (1977)
- «Літо» (1978)
- «Передчуття весни» (1982)
- «Вінок з колосків» (1986)
- "Від імені сіл" (2017)  ―  книга вибраних творів Михайла Масла, основана на попередніх збірках[8].